# بير هجيرتكويست
بير هجيرتكويست مواليد 6 أبريل 1960 في السويد، هو لاعب كرة مضرب سويدي سابق. أعلى تصنيف له في الفردي كان المركز الـ 68 في سنة 1980. أعلى تصنيف له في الزوجي كان المركز الـ 106 في سنة 1985.

## النهائيات

### الفردي (الألقاب 1, الوصافة 2)
| الحصيلة | الرقم | التاريخ | الدورة           | الأرضية | المنافس       | النتيجة       |
| ------- | ----- | ------- | ---------------- | ------- | ------------- | ------------- |
| الوصافة | 1.    | 1979    | تل أبيب، إسرائيل | صلبة    | توم أوكر      | 4–6, 3–6      |
| الفوز   | 2.    | 1980    | صوفيا، بلغاريا   | سجاد    | فاديم بوريسوف | 6–3, 6–2, 7–5 |
| الوصافة | 3.    | 1981    | تل أبيب، إسرائيل | صلبة    | ميل بورسيل    | 1–6, 1–6      |

### الزوجي (الألقاب 1)
| الحصيلة | الرقم | السنة | الدورة           | الأرضية | الشريك         | المنافس                   | النتيجة  |
| ------- | ----- | ----- | ---------------- | ------- | -------------- | ------------------------- | -------- |
| الفوز   | 1.    | 1980  | تل أبيب، إسرائيل | صلبة    | ستيف كروليفيتز | إريك فروم (تنس) كاري ليدز | 7–6, 6–3 |

## روابط خارجية
- بير هجيرتكويست على موقع رابطة محترفي التنس (الإنجليزية)
- بير هجيرتكويست على موقع الاتحاد الدولي لكرة المضرب (الإنجليزية)
- بير هجيرتكويست على موقع كأس ديفيز (الإنجليزية)
- بير هجيرتكويست على موقع خلاصة التنس.كوم (الإنجليزية)